# Давыдовское (Залесский сельсовет)
Давыдовское — деревня в Устюженском районе Вологодской области.
Входит в состав Залесского сельского поселения, с точки зрения административно-территориального деления — в Залесский сельсовет.
Расстояние по автодороге до районного центра Устюжны — 23 км, до центра муниципального образования деревни Малое Восное — 3 км. Ближайшие населённые пункты — Большое Восное, Залесье, Малое Восное.
По переписи 2002 года население — 5 человек.